# William Barnes
William Barnes (n. 5 martie 1876, Hamilton, Ontario, Canada – d. 16 decembrie 1925, Hamilton, Ontario, Canada) a fost un trăgător de tir ce a reprezentat Canada, medaliat olimpic. A participat la o ediție a Jocurilor Olimpice (1924) în care a câștigat o medalie de argint.

## Participări
Lista de mai jos prezintă principalele competiții la care a participat William Barnes de-a lungul carierei.
- shooting at the 1924 Summer Olympics – men's team clay pigeons[*]